# كيفن لونغ (لاعب كرة قدم أمريكية أمريكي)
كيفن لونغ (بالإنجليزية: Kevin Long)‏ هو لاعب كرة قدم أمريكية أمريكي، ولد في 2 مايو 1975 في سامرفيل في الولايات المتحدة.

## وصلات خارجية
- كيفن لونغ على موقع مرجع كرة القدم المحترفة.كوم (الإنجليزية)